# Lutzomyia longipalpis
Lutzomyia longipalpis är en tvåvingeart som först beskrevs av Adolpho Lutz och Arturo Neiva 1912.  Lutzomyia longipalpis ingår i släktet Lutzomyia och familjen fjärilsmyggor.
Arten är en vektor för vissa parasiter inom släktet  Leishmania som kan orsaka sjukdomen leishmaniasis..